# Wzór Harrisa i Benedicta
Wzór Harrisa i Benedicta – wzór umożliwiający obliczenie podstawowego zapotrzebowania organizmu ludzkiego na energię (w kilokaloriach), potrzebną do zapewnienia podstawowej przemiany materii.
Dla mężczyzn przyjmuje postać:
66,47 + (13,7M) + (5,0W) – (6,76L)
Dla kobiet natomiast:
655,1 + (9,567M) + (1,85W) – (4,68L)
gdzie:
M – masa ciała w kilogramach,
W – wzrost w centymetrach,
L – wiek w latach.